# Гуншань-Дулун-Нуский автономный уезд
Гуншань-Дулун-Нуский автономный уезд (кит. упр. 贡山独龙族怒族自治县, пиньинь Gòngshān Dúlóngzú Nùzú zìzhìxiàn) — автономный уезд Нуцзян-Лисуского автономного округа провинции Юньнань КНР. 

## История
После Синьхайской революции и образования Китайской Республики в 1913 году из уезда Вэйси был выделен Административный район Чанпутун (菖蒲桶行政区), перешедший в подчинение провинциальным властям. В 1933 году Административный район Чанпутун стал Гуншаньской временной управой (贡山设治局).
После вхождения провинции Юньнань в состав КНР в 1950 году был образован Специальный район Лицзян (丽江专区), и уезд Гуншань (贡山县), созданный из Гуншаньской временной управы, вошёл в его состав. В 1952 году уезд Гуншань был преобразован в Гуншань-Лисуский автономный район уездного уровня (贡山傈僳族自治区).
В 1954 году в составе Специального района Лицзян был создан Нуцзян-Лисуский автономный район (怒江傈僳族自治区), и уезд Гуншань вновь созданный из Гуншань-Лисуского автономного района, перешёл в его состав. 
1 октября 1956 года уезд Гуншань был преобразован в Гуншань-Дулун-Нуский автономный уезд.
С 1 января 1957 года Нуцзян-Лисуский автономный район был преобразован в Нуцзян-Лисуский автономный округ, подчинённый напрямую властям провинции.

## Административное деление
Автономный уезд делится на 2 посёлка и 3 волости.